# Malacatancito
Malacatancito est une ville du Guatemala dans le département de Huehuetenango.